# Verticale - centre d’artistes
 (avril 2024).
Verticale — centre d’artistes est un centre d'artistes autogéré situé à Laval, au Québec. Créé en 1987,, il contribue au développement et à la reconnaissance des arts visuels à Laval. Sa mission se déploie autour de 3 axes d'activité: la création, la diffusion et la vie associative.

## Historique

### Fondation
Verticale a vu le jour en juin 1987 et est d'abord nommée Société des arts visuels de LavaL (S.A.V.L). L'association est alors présidée de Mme Stela Cosma, appuyée du vice-président Yves-Marie Rajotte. Ceux-ci sont accompagnés des autres membres fondateurs: Henri Bensimon, secrétaire, Gaëtan Therrien, trésorier, ainsi que des directeurs Dominique Valade, Denise Bellerose et Gérald Brault. Dès ses débuts, le mandat de la S.A.V.L est d'assurer la diffusion de la pratique artistique de ses membres ainsi que la reconnaissance de ses artistes professionnels en arts visuels et de leur statut auprès de la population et des organismes publics,. Elle contribue dès lors au soutien des artistes locaux dans leur pratique, en plus de développer l'offre culturelle de la ville, notamment par le biais d'expositions de formes variées d'art contemporain. C'est en 1991 que l'organisme à but non-lucratif, dénommé alors Galerie Verticale, est officiellement fondé.

### Hors-les-murs
Après plusieurs années d'opération, en 2010, la Société des arts de Laval prend la décision de quitter ses locaux permanents - ateliers, galerie et bureaux - afin d'aborder une manière différente de déployer les activités de son centre d'artistes. Ce nouveau mode de fonctionnement hors-les-murs, qui favorise la multidisciplinarité, permet d'inclure le travail d'artistes qui s'attardent à la ville dans sa dimension sociale et physique. Ce virage, alors pris en charge par la directrice actuelle du Centre, Charlotte Panaccio-Letendre, répond à la fois à un besoin de redresser les finances de l'organisme, mais aussi à la volonté de permettre aux projets artistiques d'aller à la rencontre d'un public plus diversifié.
En 2012, l'appellation que l'on connaît aujourd'hui, Verticale — centre d’artistes, remplace la dénomination Galerie Verticale qui a vu le jour en 1991. Cela permet ainsi d'ouvrir les activités du centre à davantage de possibilités, en plus d'aborder la diffusion de l'art d'une nouvelle manière, à l'extérieur des cadres traditionnels.
Dans cet esprit de nomadisme est lancé, au printemps 2018, Villa — véhicule d'arts actuels et numériques. Ce camion cube réaménagé et équipé pour la création numérique, incarnant la volonté de rejoindre le public là où il se trouve, parcourt la ville de Laval et permet un décloisonnement disciplinaire propre à l'art actuel et inhérent à la mission du Centre. Villa est à la fois un lieu de médiation, de performance, de rassemblement, de microdiffusion, de cocréation, un lieu où l'art relationel se déploie.

### Relocalisation
En 2023, Verticale est un des organismes qui se voit bénéficier du Programme de partenariat territorial de Laval, qui vient apporter un soutien financier à 6 organismes artistiques professionnels. À cette annonce, faite par le Conseil des arts et des lettres du Québec et la ville de Laval, en collaboration avec Culture Laval, vient s'ajouter, en février 2024, celle de l'octroi d'une aide financière du gouvernement du Québec à la ville de Laval, dans le but de construire une infrastructure culturelle qui viendra notamment accueillir le Centre sous son toît. Ce projet de relocalisation permettra ainsi de réinvestir un espace permanent, en poursuivant à la fois sa pratique hors-les-murs. Ce projet de relocalisation est porté également par le Regroupement d'organismes culturels et d'artiste lavallois (ROCAL), duquel fait partie Verticale en tant que membre fondateur.

## Activité

### Fonctionnement
L'équipe permanente de Verticale est composée d'une directrice générale et artistique, d'un coordonnateur à l'administration et responsable de la protection des renseignements personnels, d'une coordonnatrice à la programmation, ainsi que d'une coordonnatrice aux communications. À cette équipe se joint le conseil d'administration et quelques membres du centre, qui a au coeur de son mandat la vie associative. Il fait d'ailleurs partie de plusieurs associations: Conseil québécois des arts médiatiques, Culture Laval, Repaire - Regroupement de pairs des arts indépendants de recherche et d'expérimentation, Regroupement des centres d'artistes autogérés du Québec et VIVA! Art action.

### Membres honoraires
Lors du 30e anniversaire de Verticale, le statut de "membre honoraire" a été instauré en guide de reconnaissance du rôle et de l'implication determinants dans l'évolution du centre. Il s'agit de membres ayant fondé la Société des arts visuels de Laval en 1987, en plus d'autres qui se sont impliqués au sein de l'organisme durant plus de 15 ans.

### Programmation
Regroupant majoritairement des membres artistes professionnels, ce centre d'artistes autogéré présente une programmation diversifiée, qui inclut notamment résidences d'artistes, club de lecture et diffusion de projets artistiques. Afin de soutenir un élément de sa mission qui vise à favoriser la professionnalisation des artistes, la programmation inclut également des formations et des ateliers. Impliqué de près dans le développement culturel de la ville de Laval, Verticale prend part dans les consultations citoyennes, et s'inspire de problématiques spécifiques dans l'élaboration de leur programmation.